# Meststrooier

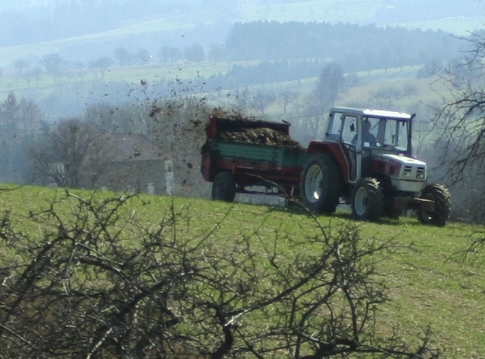
Uitrijden van stalmest

Een meststrooier of mestverspreider wordt gebruikt om stalmest, compost of voederresten over het bouw- of grasland te verspreiden. 
De meststrooier wordt door een trekker voortgetrokken. De schoepenas aan de achterkant en de bodem van de meststrooier worden aangedreven via de aftakas van de trekker. De bodem van de wagen wordt naar achteren geduwd. Daardoor wordt de inhoud van de meststrooier tegen de schoepenas aangedrukt. Doordat deze zeer hard ronddraait wordt de mest over het land verspreid.